# Friedhelm Häring

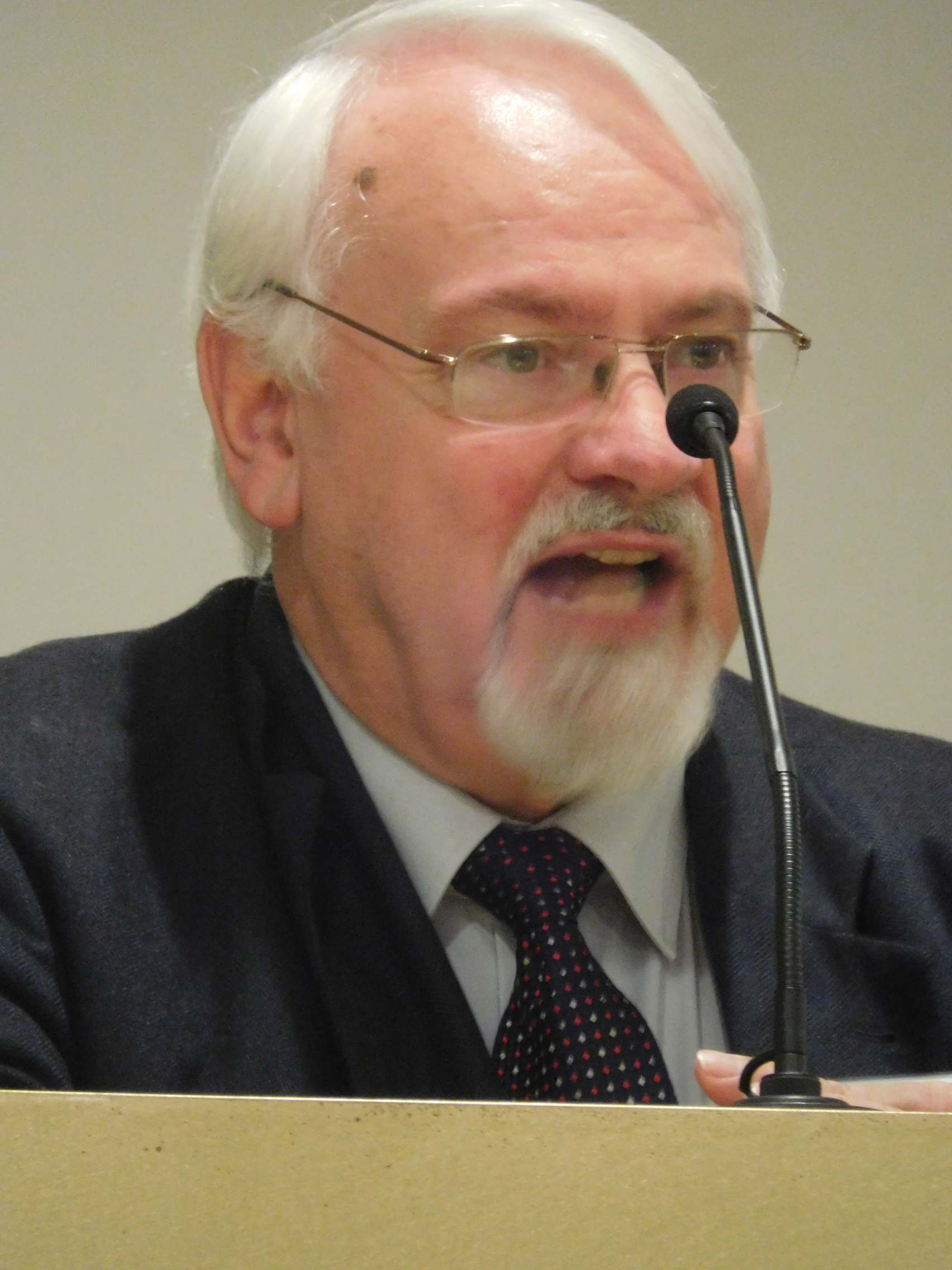
Friedhelm Häring (2015)

Friedhelm Häring (* 14. August 1947 in Ellar) ist ein deutscher Kunsthistoriker und war lange Jahre Museumsdirektor in Gießen.

## Werdegang
Häring wurde als Sohn des Konrektors Fritz Häring und seiner Frau Maria (geb. Simon) geboren. Nach der Volksschule in Friedberg-Fauerbach besuchte er von 1958 bis 1968 das Gymnasium Augustinerschule Friedberg und machte dort im Sommer 1968 das Abitur. Von 1968 bis 1976 studierte an der Universität Gießen und von 1970 bis 1971 an der Universität Frankfurt am Main Kunstgeschichte, Klassische Archäologie sowie Vor- und Frühgeschichte. Seine Professoren und Dozenten für Kunstgeschichte waren unter anderen Günther Fiensch, Norbert Werner und Harald Keller, für Archäologie Hans-Günter Buchholz, Wilhelm Hornbostel, für Vor- und Frühgeschichte Gustav Behrens, Wilhelm Albert von Brunn und Hermann Müller-Karpe. 1977 wurde er in Gießen mit der Dissertation Der Schottener Altar 1385 bei Günther Fiensch zum Dr. phil. promoviert.
1976 war Häring Mitgründer und anschließend 10 Jahre Vorsitzender des Kunstvereins Friedberg. Von 1978 bis zu seiner Pensionierung 2012 war er Direktor des Oberhessischen Museums in Gießen, das das  Alte Schloss, das Leib’sche  Haus (Stadtgeschichte und Volkskunde) und das Wallenfels’sche Haus (Vor- und Frühgeschichte, Archäologie und Völkerkunde) umfasst. Er war zugleich seit 1991 Leiter des Kulturamts der Stadt Gießen.
Von 1982 bis 1986 hatte Häring einen Lehrauftrag im Fach Museologie am Hessischen Staatsarchiv und der Universität Marburg. 1986 erhielt er ein Stipendium der US Information Agency (USIA), 1988 und 1989 war er Dozent am Pentiment, Internationale Akademie für Kunst und Gestaltung der Hochschule für Angewandte Wissenschaften Hamburg.
Häring kuratierte seit 1980 im Museum etwa 220 Ausstellungen moderner und zeitgenössischer Künstler, unter anderen von Elvira Bach, Susanne Esche, Conrad Felixmüller, Bernhard Jäger, Herlinde Koelbl und Walter Stöhrer. Er ist Herausgeber und Verfasser zahlreicher, ausstellungsbegleitender Kataloge. Er publiziert zur französischen Kunst des 20. Jahrhunderts und zur modernen und zeitgenössischen deutschen Kunst, unter anderen über Fritz Winter, Rudolf Hausner und Bernard Schultze.

## Schriften (Auswahl)
- Der Schottener Altar. 1385. Dissertation Universität Gießen 1976.
- Mit Hans-Joachim Klein: Hessen. Vom Edersee zur Bergstraße. Die Vielfalt von Kunst und Landschaft zwischen Kassel und Darmstadt. DuMont-Verlag, Köln 1979.
- als Herausgeber: Hugo von Ritgen (1811-1889). Aquarelle - Zeichnungen. Sonderausstellung des Oberhessischen Museums und der Gail'schen Sammlung anläßlich der Eröffnung des Alten Schlosses, Gießen: Magistrat der Universitätsstadt Gießen 1980.
- Edgar Jene. Zeichnungen / Dessins. Wernersche Verlagsgesellschaft, Worms 1988. ISBN 978-3-88462-054-0
- Edgar Jene. Wasserfarben / Gouaches. Wernersche Verlagsgesellschaft, Worms 1989. ISBN 978-3-88462-059-5
- Liebe,  Tod und Zeit. Gedichte, bebildert von Bodo W. Klös herausgegeben von Marlies und Thomas Müth, Verlag Buchkunst Müth, Sonsbeck 2018. ISBN 978-3-9820153-0-9
- Tod und Paradies - Friedberger Passion. - Petersberg: Michael Imhof Verlag, [2022]      ISBN 978-3-7319-1306-1